# О
Slovo О (latinica: O) dio je ćirilične abecede. U većini jezika, to jest u makedonskom, bugarskom, ukrajinskom i bjeloruskom jeziku, predstavlja glas /ɔ/. U ruskom i srpskom jeziku predstavlja /o/.